# Video RAM

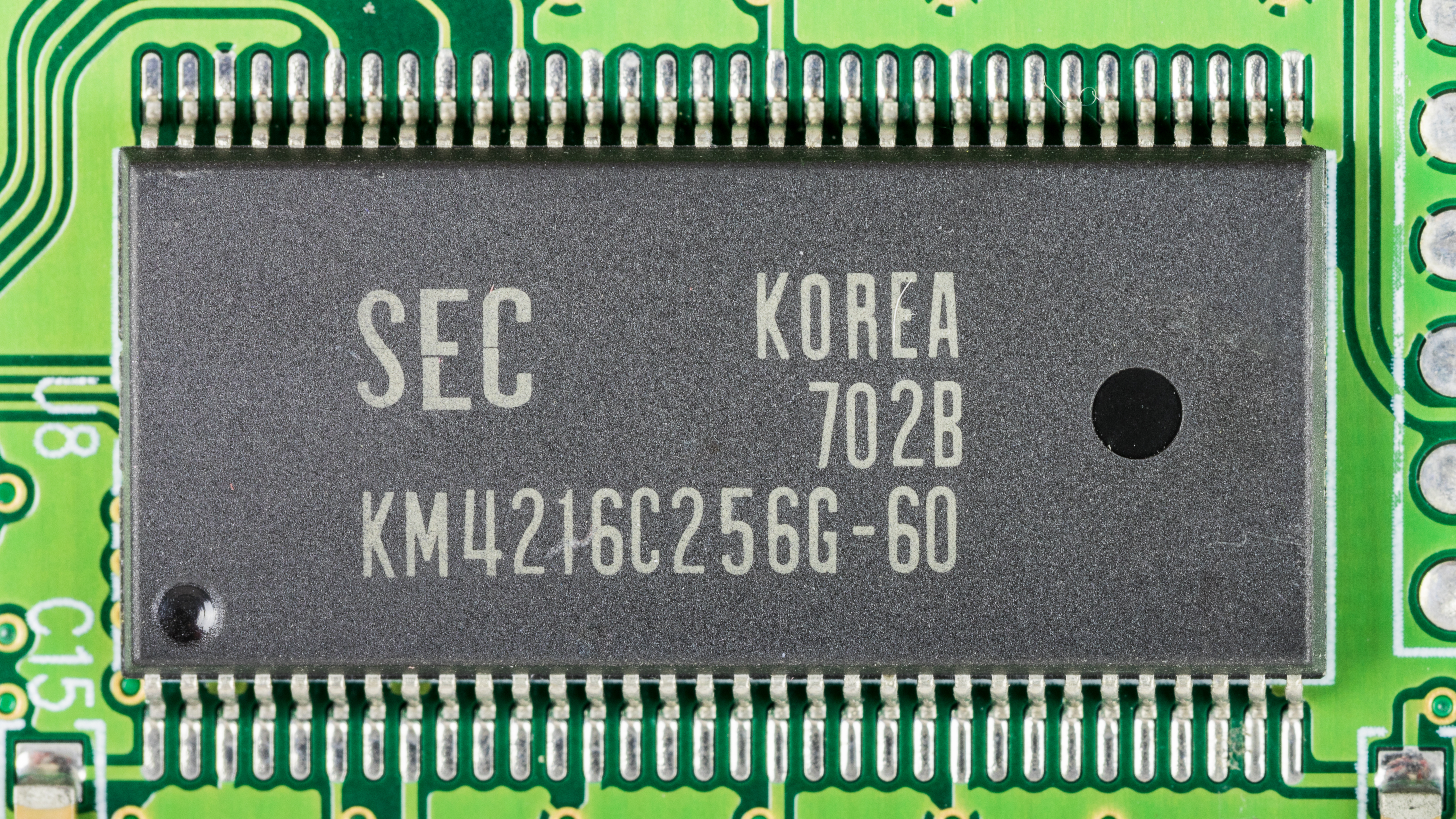
Video RAM na základní desce

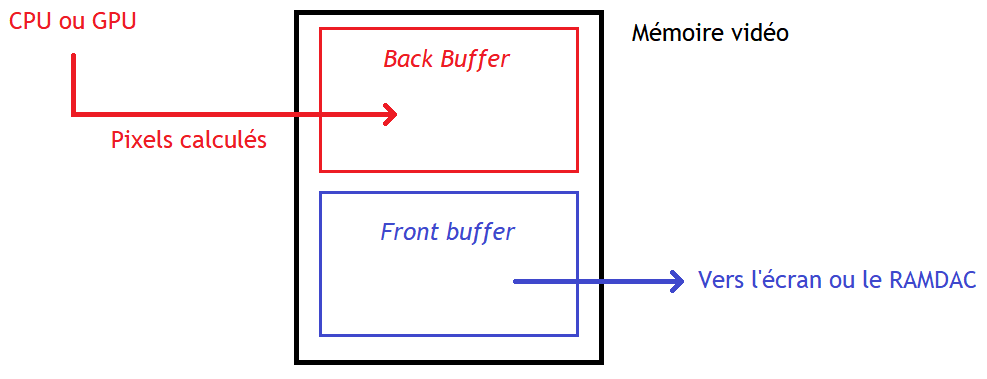
Dvojitá video paměť. Zatímco aktuální snímek se vykresluje na obrazovku (modře), CPU či GPU připravuje data pro následující snímek (červeně).

Video paměť, Video RAM, VRAM nebo grafická RAM je obecné označení počítačové paměti typu RAM, která je určená pro obrazová data, která se mají zobrazovat na monitoru počítače. Může jít o vyhrazenou část operační paměti nebo o zvláštní paměť tvořenou samostatnou součástkou (součástkami), která může být součástí grafické karty. K video paměti má přístup jednak CPU, resp. grafická karta pro vytváření požadovaného obrazu, jednak výstupní převodník, který z těchto dat, resp. z vyrovnávací paměti zvané framebuffer, vytváří obrazový signál pro monitor.
Název Video RAM se původně vztahoval na technologii grafické dvouportové DRAM vyvinuté v 80. letech, která s použitím zdvojených datových vodičů umožnila dvojitý přístup do paměti současně.

## Dvouportové video RAM
Do kategorie dvouportových video RAM patří typy, které obsahují 2 porty, díky kterým může procesor do paměti VRAM zapisovat nový snímek, zatímco monitor z ní čte signály, na jejichž základě mění zobrazovaný obsah. Dvouportový design je hlavní rozdíl mezi hlavní pamětí RAM a video RAM.

### Video RAM
Paměť označovanou Video RAM v roce 1980 vyvinuli zaměstnanci vývojové divize IBM F. Dill, D. Ling and R. Matick (patent přidělen v roce 1985). Video RAM byla poprvé komerčně využita v grafickém adaptéru pracovní stanice IBM 6150 RT, kterou IBM uvedla na trh v roce 1986. Používání Video RAM přineslo barevnou grafiku s lepším rozlišením za nižší cenu. Její dostupnost i na levnějších strojích byla ve své době klíčová pro rozvoj grafického uživatelského prostředí počítače.

### Window DRAM (WRAM)
Tato varianta video RAM byla vyvinuta s cílem dosáhnout lepšího výkonu za nižší cenu než u běžné VRAM. Nabízela o 25% širší pásmo, což umožňovalo zrychlit běžně používané grafické operace, jakými je plnění bloků a vykreslovaní textu. Použita byla například u grafických karet Matrox Millenium nebo ATI 3D Rage Pro.

### Multibank DRAM (MDRAM)
Tento typ, vyvinutý společností MoSys, je RAM s vysokým výkonem, která paměť rozdělí na množství částic (bank) o velikosti 256 KB, ke kterým lze přistoupit jednotlivě. Oproti tradiční video RAM, která je monolitická, ji rozdělení na banky umožňuje dosáhnout zlepšeného výkonu. Další výhodou tohoto typu video RAM je možnost zavést ji do grafické karty s nižší pamětí a lze ji tedy vyrobit levněji. MDRAM byla primárně používána u grafických karet od firmy Tseng Labs (v roce 1997 odkoupena firmou ATI Technologies).

### Synchronous Graphics RAM (SGRAM)
Synchronní grafická RAM je speciální druh SDRAM (Synchronní dynamická RAM) pro grafické adaptéry. Jedná se o relativně levnou paměť. která má některé nadstandardní funkce. Využívá funkci maskovaní bitů (anglicky masked write), která umožňuje modifikovat data pomocí jediné operace, oproti standardní sekvenci operací, tvořenou čtením, úpravou a zapsáním. Také má funkci zapisování do bloků (anglicky block write), která zvládá operace s daty pro plnění obrazovek na popředí nebo pozadí s větší efektivitou. Oproti většině video RAM je výjimečná tím, že má pouze 1 port, nicméně umí otevřít 2 stránky paměti najednou, čímž simuluje dvouportovou technologii.